# アレン (タレント)
アレン（1993年 - ）は、日本のタレント、YouTuber。「アレン様」と呼ばれることが一般的であり、SNSのディスプレイネームも「アレン様」で統一されている。ファンネームは「クリマン集団」「🌰🈵」

## 来歴
小学生時代に酷いいじめに遭い、自分をいじめてきた相手から離れるために中学受験で別の中学校へ進学する。しかし進学先でもいじめは収まらず、非行の道へと進んで行き、少年院へ入院。
高校を中退した17歳で上京し、18歳で美容整形を決意する。19歳で鼻の施術を始めて以降全身の整形を繰り返し、費用総額は1億円を超える。これらの費用はパトロンが賄っていると語っている。
2014年3月、TBSのバラエティ番組『私の何がイケないの?』にて、美容整形に3500万円をかけた「日本一の謎の整形男子」として特集を組まれ、タレントデビューする。アヴィラに所属していたが、2018年3月10日付で退所し、以後はフリーで活動している。
2020年12月、YouTubeチャンネル「整形ちゃんねる」で番組MCに就任。2022年にはフジテレビの人気バラエティ番組『アウト×デラックス』に、アウト軍団として準レギュラーで出演。
2023年3月、「整形ちゃんねる」との方向性の違いにより降板し、自身のYouTubeチャンネル「アレン様のゥｯトﾘ・ブチｷﾞレ人生」を開設。
2023年12月、スキンケアブランド「ALN beauty」のプロデュースを開始。
2024年11月、LOOKEYによる『Z世代SNSトレンドグランプリ2024』のインフルエンサー部門で2位にランクイン。
2025年1月29日より、NewsPicksの情報番組『IN MY OPINION presents Black or White』にご意見番として出演。

## 人物
- 生年月日は非公表としているが、霜降り明星のせいやのYouTubeチャンネルに出演した際に1993年の早生まれと発言している[1]。高知県出身であることは公然の秘密にされており[2]、しばしば出身地をシンガポールやドバイと称している[13]。
- インパクトのあるキャラクター性から熱狂的なファンダムを有する。ファンは「クリマン集団」と称され、クリマンであることを公言している芸能人も多い[14]。
- 癖のある言い換えや言い回し、小書き文字・半角カナ・絵文字をふんだんに使用した文体など、独特な言語表現を日常的に用いる。それらは「クリマン語」「アレン様構文」などと呼ばれ[14]、ネットミームにもなっている。
- 全ア（全てアレン様が正しいでございます）をモットーとし、NP（ノーマルピーポー）に布教活動を行っている。
- 2014年のデビュー当初は「日本一の謎の整形男子」という肩書きで活動していた[5][6]。2019年時点で美容整形の費用総額が1億円を超えており、パトロンが費用を賄っていると語っている[3][4]。
- 現在の肩書は「大物マダムタレント」「生きる幻」「歩くパワースポット」「令和の大教祖様」などが挙げられる。これらは「アレン様を待ち受けにすると幸運を呼ぶ」などと話題になったことに由来している[6]。
- 趣味はパチンコと旅行。嫌いなものはスポーツで、理由は「意味がない」から[1]。食事では魚介や牛肉を好み、豚肉や鶏肉が苦手[1]。しかし、地元の高知県にある「くいしんぼ如月」のチキン南蛮は大好物であり[15]、唐揚げやフライドチキンも好んで食べる。また、飲酒に関しても「無駄」という理由から好まない[16]。

## 出演

### テレビ番組
- アウト×デラックス（2022年1月 - 3月、フジテレビ）- アウト軍団 準レギュラー
- ぽかぽか（2023年1月 - 7月、フジテレビ）- 火曜「ぽかぽか おやつハンター」「バツ2以上さんいらっしゃい!ラストカウンセリング」コーナーレギュラー

### ウェブ番組
- 整形ちゃんねる（2020年12月19日 - 2023年3月27日、整形ちゃんねる・YouTube） - MC[8][10]
- IN MY OPINION presents Black or White（2025年1月29日 - 現在、NewsPicks・YouTube） - ご意見番

### ミュージックビデオ
- オキシゲンラヴァー「Nocturnality Honey」（2022年5月11日、YouTube）[17]

## 広告

### CM
- 鍋焼きラーメン 谷口食堂 ローカルテレビCM（2025年5月1日、谷口食堂）

### 広報
- ALN beauty ディレクター（2023年12月16日、アンプリー）
- カラコン通販 ホテラバ スペシャルアンバサダー（2025年3月6日、ホテラバ）[18]

## 書籍

### 著書
- 一日一枚アレン様のお言葉とお写真BOOK366（2023年3月27日、主婦の友社、ISBN 9784073454953）
- 全てアレン様が正しいでございます（2024年10月30日、玄光社、ISBN 9784768319796）
- アレン様は大変!!ぉ怒りになられてます。（2025年1月31日、KADOKAWA、ISBN 9784041158494）
- 幸せになりたいとほざくァンタ達へ（2025年9月29日（予定）、幻冬舎、ISBN 9784344044968）

### 連載
- アレン様は大変!!ぉ怒りになられてます。（2024年7月30日 - 2025年1月15日、ダ・ヴィンチWeb）[19]
- 幸せになりたいとほざくァンタ達へ（2025年2月28日 - 現在、幻冬舎plus）[20]